# Bojár Iván
Bojár Iván (Budapest, 1924. március 27. – Budapest, 1995. december 22.) grafikus, díszlet- és jelmeztervező, művészettörténész, újságíró. Bojár Iván András művészettörténész, író apja.

## Életpályája
Újlipótvárosi értelmiség családban született, asszimiláns, kikeresztelkedett zsidóként. A második világháború alatt származása miatt bujkálni kényszerült. A német megszállás alatt a Veér István álnevet használta. Zenei tanulmányokat folytatott a Konzervatóriumban. A háború után (1944–1948) elvégezte a Pázmány Péter Tudományegyetem művészettörténet szakát, azonban a doktori értekezését nem fejezhette be a kommunista hatalomváltás és kultúrpolitikai fordulat miatt. Az 1950-es években régészeti ásatásokon dolgozott kubikusként, majd a Budapesti Történeti Múzeumban Zolnay Lászlóval segédmunkásként a budai királyi palota feltárásán. Ezt követően a Geofizikai Kutatóintézetbe került, ahol segédkutatóként dolgozhatott. 1956-ban kinevezték a Színházművész Szövetség osztályvezetőjének, ám két évvel később 56-os szerepvállalása miatt leváltották. Tagja volt a Képző- és Iparművészeti Szövetség forradalmi bizottságának. Díszlettervezőként dolgozott az 50-es évek végétől a budapesti Petőfi Színházban és több vidéki színházban. Bekerült az akkoriban induló Magyar Televízióhoz, ahol a díszletek mellett, jelmezeket is tervezett. A 60-as évek első felében az Iparművészeti Főiskola divattervezői szakán és a Népművelési Intézetben tanított. A későbbiekben mint művészeti szerkesztő és műkritikus tevékenykedett. Az MTV Barangolások című kulturális műsorának szerkesztője volt. Elsőként mutatta be a hatvanas, hetvenes években induló hazai avantgárd művészeket. Munkatársa lett a Kossuth Rádió Láttuk-hallottuk című kulturális műsorának. 1970-től húsz éven át a Radio Bremen tudósítója, a Budapester Rundschau képszerkesztője és a Magyar Hírlap képzőművészeti kritikusa volt. Szerkesztőként dolgozott a Tükör és az Új Tükör című hetilapoknál, illetve a Művészet című folyóiratnál. A Fotó, majd a Lakáskultúra felelősszerkesztő-helyettese lett. A MUOSZ Újságíró Iskolában művészettörténetet, fotótörténetet és elméletet oktatott. 1990–1994 között a Budavári Önkormányzat képviselője és kulturális tanácsok volt. 1995-ben önkezével vetett véget életének.

## Családja
Szülei Bojár (Bergl) Géza László (1895–1969) építész és Farkas Lívia Margit (1901–?) voltak. Apai nagyszülei Bojár (Bergl) Salamon Sándor (1863–1924) pápai születésű mérnök-lapszerkesztő és Beck Ludmilla (1871–1943), anyai nagyszülei Farkas Lázár és Spatz Hermin voltak. Testvérei: Anna (1894–?), Klára (1897–?) és Pál (1898–?).
Házastársa Sztankay Ágnes (1933–2016) múzeumi műtárgy-restaurátor, Sztankay István színész nővére volt.